# Lijst van vliegdekschepen van Rusland en de Sovjet-Unie

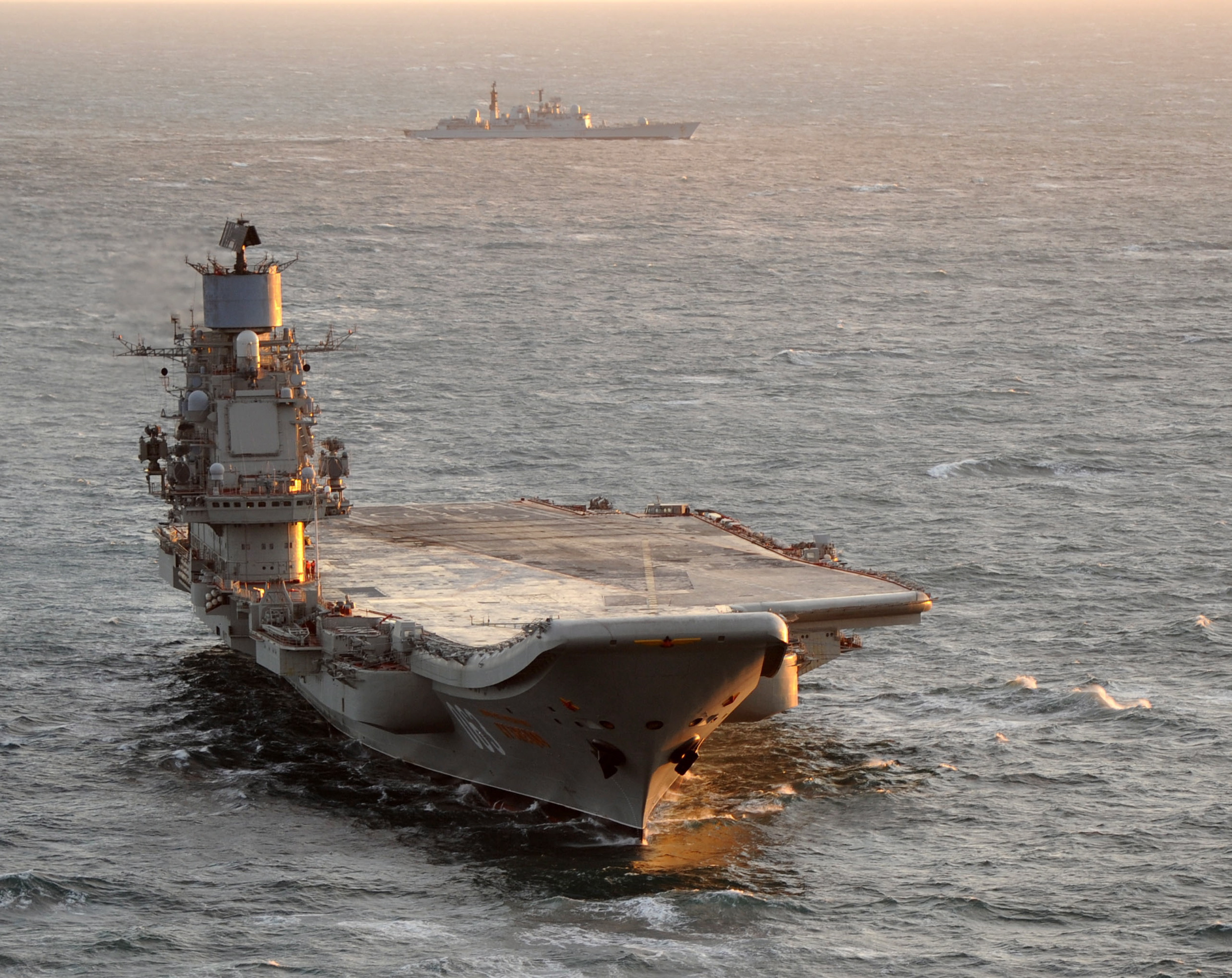
De Admiraal Koeznetzov

De lijst van vliegdekschepen van Rusland en de Sovjet-Unie bevat alle vliegdekschepen gebouwd door, voorgesteld aan of in dienst bij de maritieme strijdkrachten van Rusland of de Sovjet-Unie
- Admiraal Gorsjkov (1982-1995) In 2013 verkocht aan India en vaart nu als INS Vikramaditya
- Admiraal Koeznetsov (1985-heden)
- Kiev (1972-1993)
- Leningrad (1968-1991)
- Minsk (1975-1993)
- Moskva (1964-1991)
- Novorossiejsk (1978-1993)
- Oeljanovsk (niet in dienst genomen, gesloopt)
- Varjag (niet in dienst genomen, verkocht aan China als Liaoning (vliegdekschip) in dienst sinds 2012)